# Чуркин, Станислав Александрович
Станисла́в Алекса́ндрович Чу́ркин (1937, Ленинград — 25 декабря 2005, Зеленогорск) — актёр, диакон Русской православной церкви.
Родился 18 августа 1937 года в семье рабочих в Ленинграде. Учился в железнодорожном и театральном институтах, работал конструктором на заводе торгового машиностроения, художником в музее Народного образования, грузчиком в Институте метрологии им. Д. И. Менделеева. В 1965—1971 годах был актёром в ленинградском драматическом театре им. А. С. Пушкина. После 1971 года в основном отошёл от актёрской деятельности, работал на кладбище города Зеленогорска. В 1992 году рукоположён в сан диакона, служил в Казанской церкви Зеленогорска. Автор книги «О новых временах, искушениях и „святой простоте“» (СПб.: Сатисъ, 2002, ISBN 5-7373-0145-1), статей и рассказов на религиозные темы.

## Фильмография
- 1967 — Война под крышами
- 1969 — Сыновья уходят в бой
- 1970 — О любви — инженер
- 1971 — Месяц август
- 1971 — Жизнь и смерть дворянина Чертопханова — Перфирий
- 1985 — Простая смерть — священник
- 1988 — Жена керосинщика — Владимир Степанович, священник